# Küstenfieber

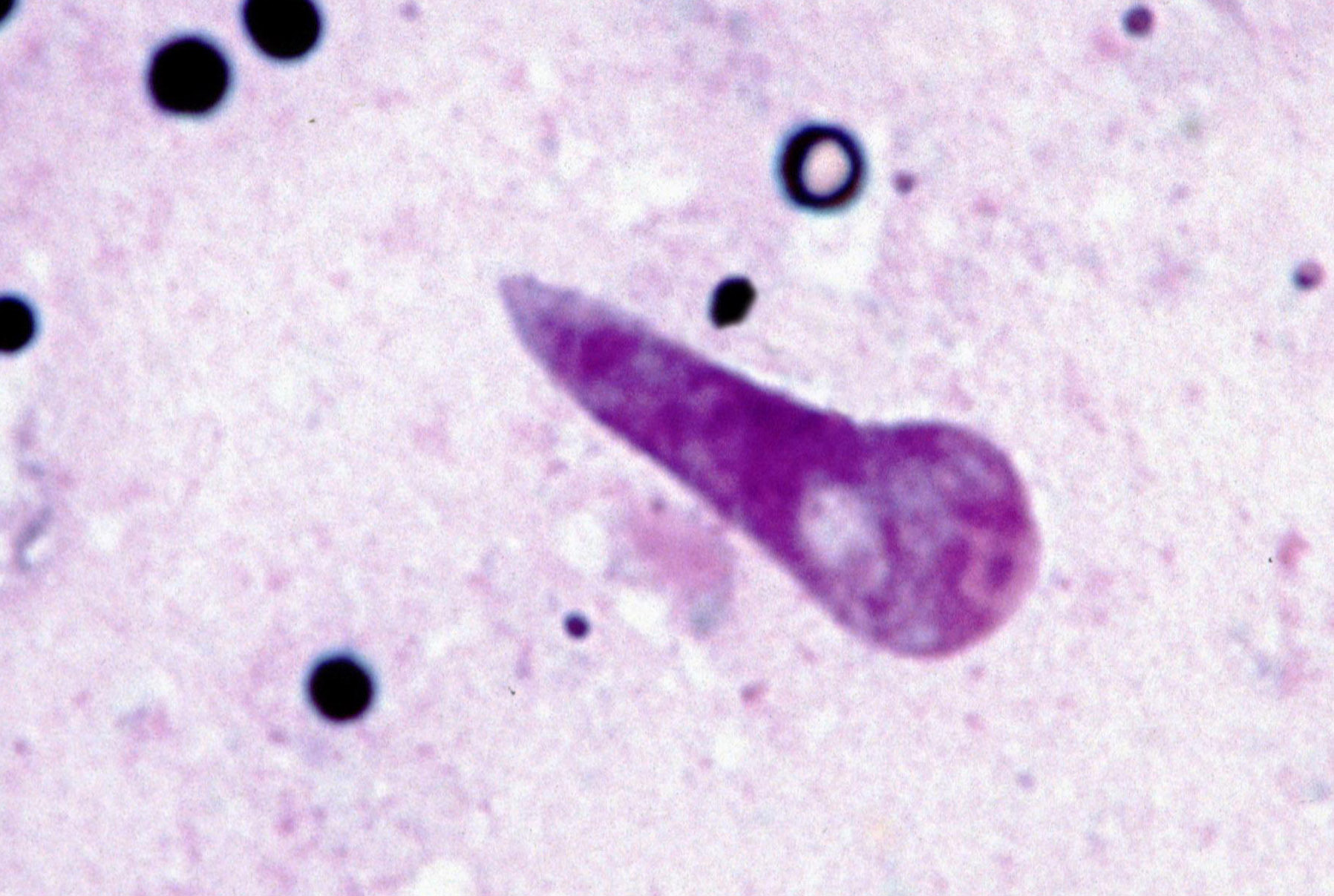
Theileria parva in einer infizierten Zecke

Das Küstenfieber oder Ostküstenfieber (engl. East coast fever) ist eine durch den einzelligen Parasiten Theileria parva verursachte Erkrankung des Hausrinds, die im tropischen Afrika vorkommt und durch Zecken der Art Rhipicephalus appendiculatus übertragen wird.

## Erreger
Theileria parva ist ein einzelliger Parasit, der zur Unterordnung Piroplasmorina gehört und dadurch unter anderem mit den Babesien verwandt ist. Der Gattungsname Theileria ehrt den schweizerisch-südafrikanischen Tierarzt Arnold Theiler, der den Lebenszyklus des Parasiten erforschte. Die Sporozoiten leben in den Speicheldrüsen der Zecke und werden beim Biss ins Blut abgegeben. 
Es sind drei Unterarten von T. parva bekannt: T. p. parva und T. p. lawrencei sind sehr virulent, T. p. bovis etwas weniger. Die Unterarten parva und bovis werden meist von Rind zu Rind übertragen, die Unterart lawrencei benutzt den Afrikanischen Büffel als Reservoirwirt.

## Lebenszyklus

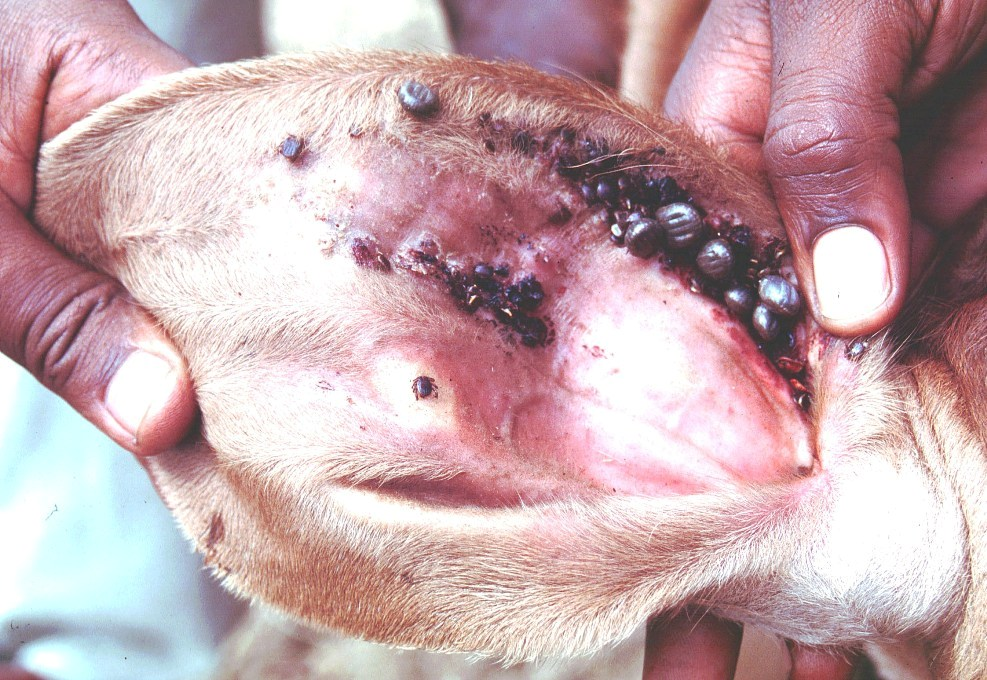
Befall mit Rhipicephalus appendiculatus am Ohr eines Kalbes

Die mit dem Zeckenspeichel ins Blut gelangten Sporozoiten befallen die Lymphozyten und entwickeln sich in diesen innerhalb von 5 bis 10 Tagen zu Schizonten. Diese regen die Lymphozyten zur Zellteilung an, wobei sich der Schizont bei jeder Zellteilung ebenfalls teilt. Die befallene Zellpopulation vermehrt sich in der Folge stark und verteilt sich im gesamten lymphatischen System. Später entwickeln sich einige der Schizonten zu Merozoiten, die von den Lymphozyten in die roten Blutzellen wechseln. Es treten nochmals einige Teilungen des Parasiten innerhalb der roten Blutzellen auf, wobei die Blutzelle selbst sich aber nicht mehr teilt. Diese befallenen Zellen werden bei einem Zeckenbiss aufgenommen und entwickeln sich in der Zecke wiederum zu Sporozoiten, die die Speicheldrüsen befallen, von wo aus sie beim nächsten Biss auf ein weiteres Rind übergehen können.

## Symptome
Durch die unkontrollierte Vermehrung der Lymphozyten kommt es bei befallenen Rindern zur Ausbildung eines Krankheitsbilds, das makroskopisch einem Lymphosarkom ähnelt. Die Lymphknoten schwellen stark an, und es kann auch zur Infiltration anderer Organe durch parasitierte Lymphozyten kommen. Gleichzeitig leiden betroffene Rinder an hohem Fieber bis über 42 °C. Der Tod erfolgt normalerweise 18 bis 24 Tage nach der Infektion, meist durch ein Lungenödem und teils massive innere Blutungen. Überlebende Tiere sind nach einer überstandenen Infektion gegen die verursachende Unterart immun, nicht jedoch gegen die anderen Unterarten.

## Behandlung
Die Behandlung gegen Theileria spp. erfolgt durch Parvaquon und die davon abgeleitete Substanz Buparvaquon. Durch diese Behandlung kann in den frühen Stadien der Erkrankung meist eine Heilung erreicht werden; in fortgeschrittenen Fällen ist die Prognose allerdings auch bei Behandlung mit Parvaquonen reserviert.

## Vorbeugung
Eine Impfung gegen Theileria parva steht zurzeit nicht zur Verfügung. In der Praxis wird eine absichtliche Infektion mit dem Parasiten in Kombination mit der gleichzeitigen Gabe von Oxytetracyclin angewandt. Diese Substanz zeigt zwar bei einer klinisch apparenten Infektion nur eine ungenügende Wirkung gegen den Parasiten, unterdrückt aber bei der frühen Gabe seinen Lebenszyklus. 
Alternativ kann eine Immunisierung gegen Küstenfieber auch durch eine absichtliche Infektion mit Gaben von Parvaquonen nach sieben bis neun Tagen erreicht werden. Dieses Verfahren ist in der Praxis allerdings weniger gebräuchlich, da es ein zweimaliges Einfangen der Rinder erfordert.
Rinder sollten drei bis vier Wochen vor dem Verbringen in ein Enzootiegebiet immunisiert werden. Eine Vorbeugung durch Zeckenbekämpfung ist ebenfalls möglich, wird jedoch wegen des hohen Aufwands kaum praktiziert.